# نورت بند (اورگن)
نورت بند (به انگلیسی: North Bend) شهری در شهرستان پولک ایالت اورگن است و در سرشماری سال ۲۰۱۱ میلادی، ۹٬۷۱۰ نفر جمعیت داشته که نسبت به سال ۲۰۱۰، ۰٫۱۵ درصد رشد جمعیت داشته‌است.

## موقعیت جغرافیایی
موقعیت جغرافیایی شهرها و مناطق اطراف به شرح زیر است: